# سان ماركو 1
سان ماركو 1 (بالإيطالية: San Marco 1) وسُمي أيضًا سان ماركو أيه كان أول قمر اصطناعي إيطالي. بنته مفوضية أبحاث الفضاء الإيطالية التابعة لمجلس الأبحاث الوطني، كان واحدًا من خمس مسابير فضائية في برنامج سان ماركو التعاوني بين إيطاليا والولايات المتحدة.انطق القمر الاصطناعي على متن صاروخ من نوع سكاوت أمريكي الصنع.
يعود اسم هذه السلسلة من المسابير الفضائية إلى منصة سان ماركو، وهي منصة بحرية استُخدمت منصة إطلاق في المرحلة الرئيسة من المشروع. سان ماركو أو القديس ماركو هو القديس الشفيع لمدينة البندقية، والذي يصور بأنه مساعد لبحارة البندقية.

## التطوير
وافقت الحكومة الإيطالية برئاسة أمينتوري فانتاني، في 1961، على خطة لتطوير برنامج أقمار اصطناعية بحثية وطنية كانت مفوضية أبحاث الفضاء قد اقترحته سابقًا. في هذا الوقت كان الاتحاد السوفيتي والولايات المتحدة الدولتين الوحيدتين اللتين أطلقتا مركبة فضائية إلى المدار ولم يتوفر لإيطاليا صاروخ حامل أو طاقم مدرب لإطلاق الصواريخ. نتيجة لذلك اتفق الجانب الإيطالي مع وكالة الفضاء الأمريكية ناسا على تزويد إيطاليا بصاروخ حامل وتدريب أطقم إيطالية لإطلاق هذه الصواريخ.
بنى القمر الاصناعي أعضاء في مفوضية أبحاث الفضاء، من بينهم عدد من كبار علماء ومهندسي إيطاليا، ومنهم إدواردو أمالدي المؤسس الشريك في بعض أهم المؤسسات العلمية الأوروبية مثل المنظمة الأوروبية للأبحاث النووية ومنظمة أبحاث الفضاء الأوروبية.

## المهمة
المهمة الرئيسة لسلسلة أقمار سان ماركو كانت إجراء أبحاث على طبقة الغلاف الأيوني. بصفته قمر اصطناعي اختباري، حمل سان ماركو 1 مجموعة بسيطة من الاختبارات:
- مسبار للأيونات.
- جهاز إرسال راديو لدراسة تأثير الأيونوسفير على الإرسال الراديوي بعيد المدى.

## الإطلاق
أطلق طاقم إيطالي القمر الاصطناعي سان ماركو 1 بصاروخ سكاوت أمريكي الصنع من منشأة والوبس للطيران في فرجينيا، الولايات المتحدة. انطلق في تاريخ 16 ديسمبر 1964 بتوقيت 20:24:00 بالتوقيت العالمي الموحد، سقط القمر الاصطناعي من المدار وتدمر في الغلاف الجوي في 13 سبتمبر 1965.